# Lophoprora
Lophoprora là một chi bướm đêm thuộc họ Tortricidae.

## Các loài
- Lophoprora cyanostacta Meyrick, 1930